# Дуглас, Дайана
Дайана (Диана) Дуглас (урождённая — Диана Лав Дилл) (англ. Diana Douglas; 22 января 1923, Девоншир, Бермуды — 3 июля 2015, Вудленд-Хиллз, Лос-Анджелес, Калифорния, США) — американская актриса

.

## Биография
Родилась в семье генерального прокурора Бермудов. В начале 1940-х годов приехала в Нью-Йорк, училась в Американской академии драматического искусства, где познакомилась со студентом — Кирком Дугласом. Их роман прервался из-за того, что Диана приняла предложение Warner Bros. и уехала в Калифорнию, подписав контракт, согласно которому студия платила ей 200 долларов в неделю. Кирк считал это ошибкой. Он советовал Диане отказаться и попробовать свои силы на Бродвее. Но она не послушалась его. Вскоре после её отъезда Дуглас отправился служить на флот, ведь шла Вторая мировая война.
Карьера в кино у Дианы стремительно развивалась. Кроме того, она участвовала в показах мод в качестве манекенщицы. В мае 1943 года её фото появилось на обложке журнала Life.
В ноябре 1943 года Кирк и Диана повторно встретились и поженились. В их браке родились два сына — Майкл (1944) и Джоэл (1947). В 1951 году Диана развелась с Кирком. Но они сохранили на многие годы дружеские отношения. Детьми занимались вместе.
После развода Диана в 1956 году вышла замуж за актёра Билла Дэррида. В 2002 году она заключила брак с Дональдом Вебстером.
Актёрскую карьеру она оставила только в 2008 году. Последние годы жила в доме для престарелых деятелей киноиндустрии.
Умерла в 2015 году от рака.

## Творчество
Диана Дуглас снялась более чем в 60 телевизионных сериалах и шоу, а также в 22 художественных фильмах.
В числе наиболее популярных картин с её участием «Гудок в Итон-Фоллз», «Шторм над Тибетом», «Индейский воин», «Самолётом, поездом и автомобилем».
В 1990—2000-е годы участвовала в съёмках известных сериалов «Династия», «Скорая помощь», «Западное крыло», «Детектив Раш». В сериале «Семейные ценности» она снялась вместе с сыновьями, Кирком Дугласом и внуком Камероном (старший сын Майкла Дугласа).

## Избранная фильмография
Кино
- 1943 — Хранитель пламени — американская девушка
- 1949 — Дом незнакомцев — Элейн Монетти
- 1952 —  Шторм над Тибетом — Элейн Марч Симмс
- 1955 — Индейский воин — Сусанна Роджерс
- 1970 — Любить — миссис Шавелсон
- 1983 — Звёздная палата — Адриана Колфилд
- 1987 — Самолётом, поездом и автомобилем — Пег
- 1992 — Холодный рай — мать Святой Агнес

ТВ-сериалы
- 1951 — Телевизионный театр Крафта (ТВ-сериал)
- 1953 — Три шага в рай (ТВ-сериал)
- 1964 — Флиппер (ТВ-сериал)
- 1974 — Улицы Сан-Франциско (ТВ-сериал) — Миссис Адель Слоун
- 1977 — Лу Грант (ТВ-сериал) — Норма Карделл
- 1979 — Уолтоны (ТВ-сериал) — Миссис Денман
- 1980 — Тихая пристань (ТВ-сериал) — доктор Шарлотта Крамер
- 1982 — Ремингтон Стил (ТВ-сериал) — Ханна Диллон
- 1983 — Кегни и Лейси (ТВ-сериал) — Бланш
- 1983 — Даллас (ТВ-сериал) — доктор Сюзанна Лейси
- 1987 — Красавица и чудовище (ТВ-сериал) — Маргарет Чейз
- 2004 — Западное крыло (ТВ-сериал) — Либби Ласситер
- 2007 — Детектив Раш (ТВ-сериал) — Миссис Валентайн’07
- 2008 — Скорая помощь (ТВ-сериал) — Берта Менденхолл